# Coron Island
L'Illa de Corón és la tercera illa més gran del Grup de les Illes Calamian al nord de la província de Palawan, a Filipines. L'illa és part de la municipalitat més gran del mateix nom. Es troba a 170 milles nàutiques (310 km) al sud-oest de Manila, és coneguda per diversos naufragis japonesos de la Segona Guerra Mundial. L'illa és part dels dominis ancestrals del poble indígena tagbanuá.
L'àrea al voltant de l'illa té formacions de roques que proporcionen oportunitats per al snorkeling excel·lents, amb una visibilitat sota l'aigua que s´estén fins a 80 peus (24 m). L'aigua és sovint en calma. Corón és una de les destinacions més visitades de busseig amb vaixells enfonsats a les Filipines.

## Galeria

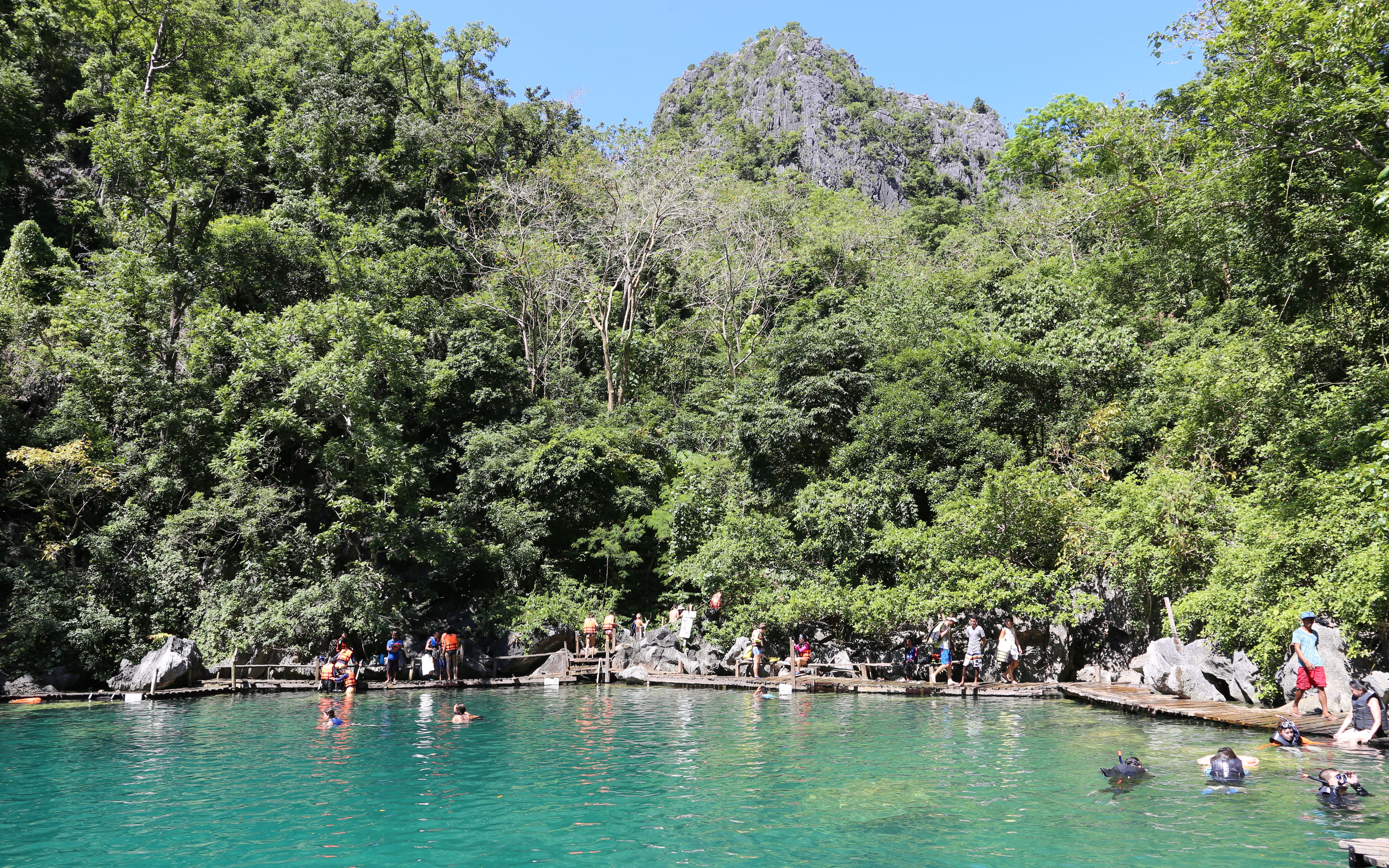
Llac Kayangan, anomenat el llac més net d'Àsia
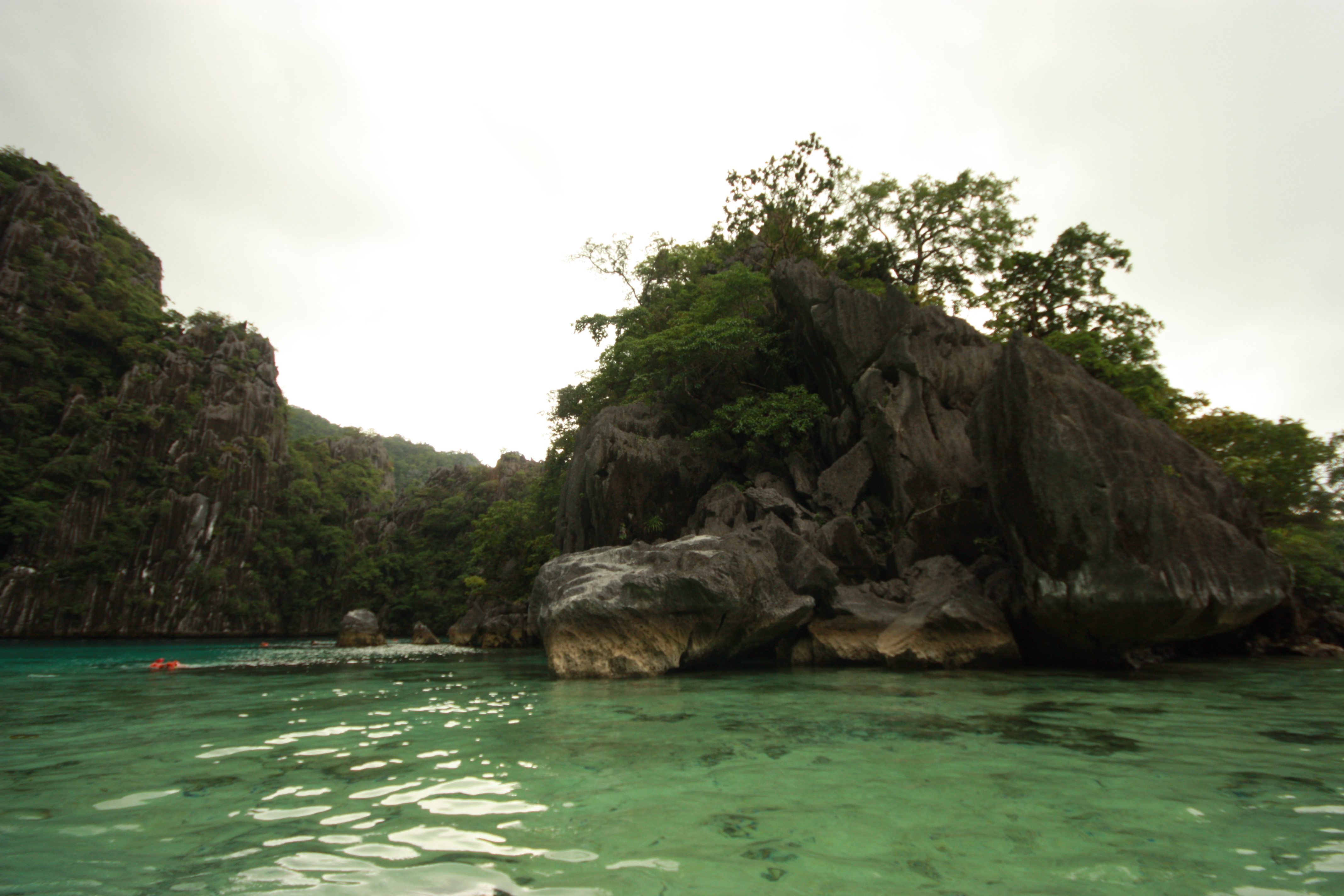
La llacuna bessona de l'illa de Coron
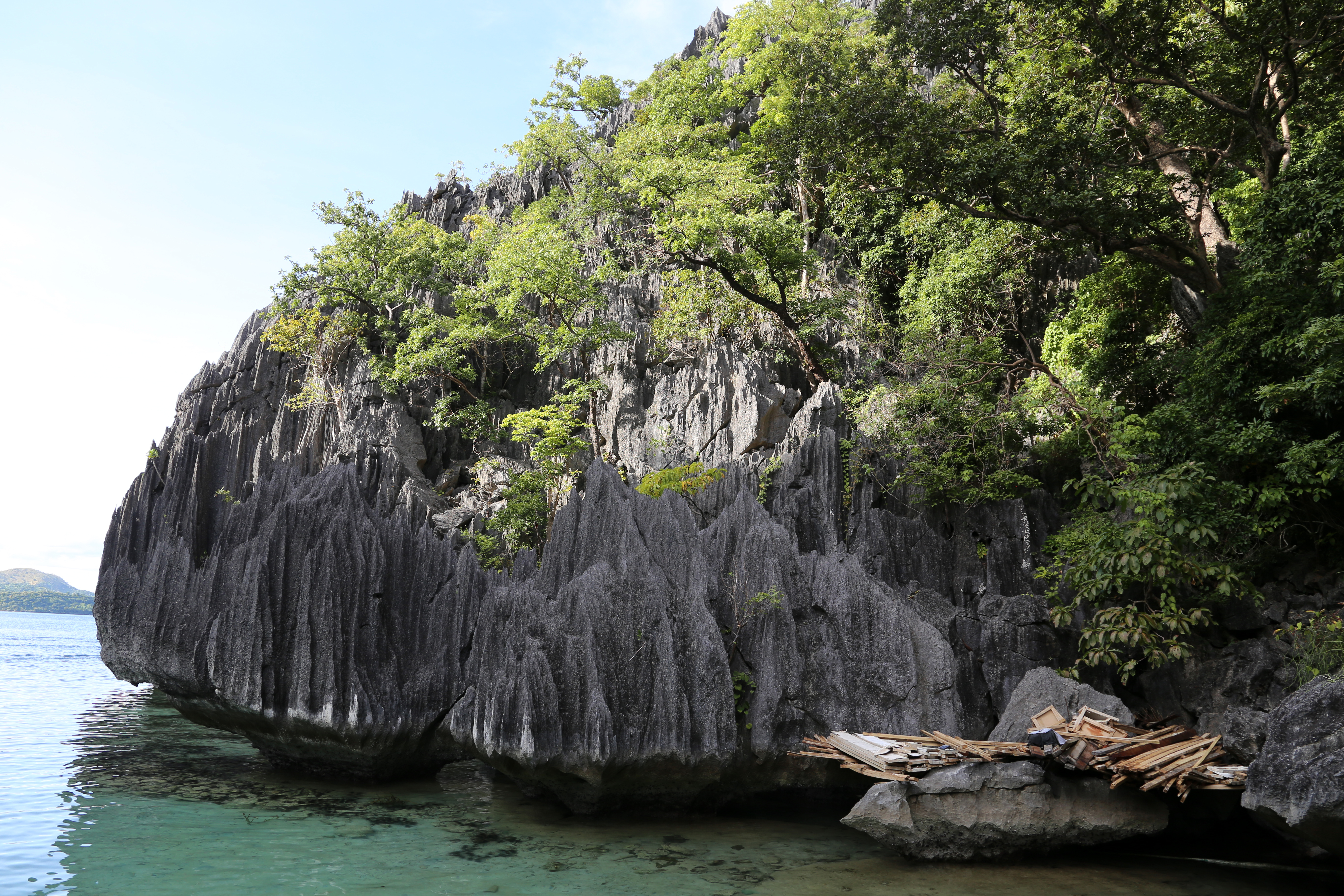
Grans formacions rocoses al llac de Barracuda
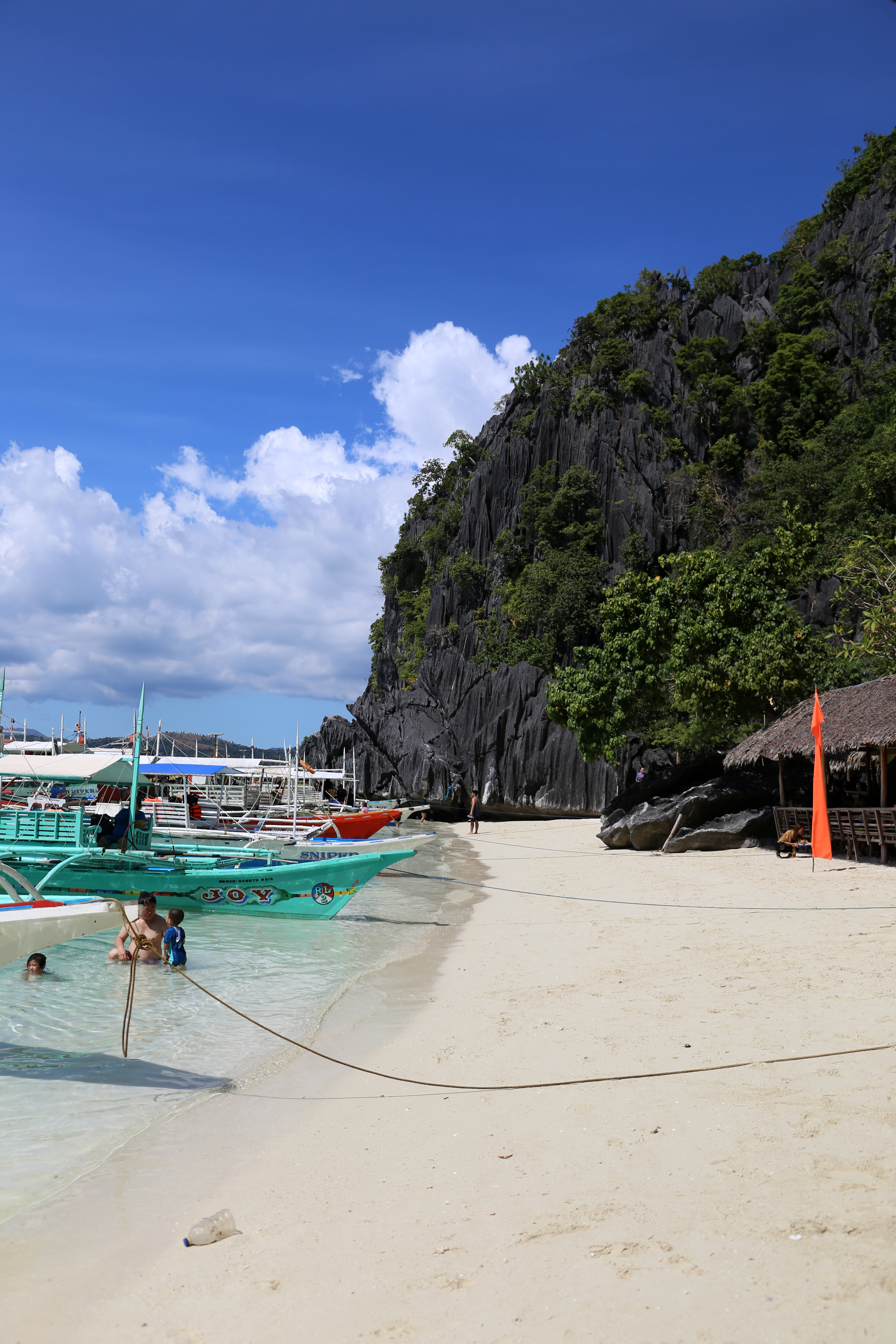
Platja de Banol a l'illa de Coron
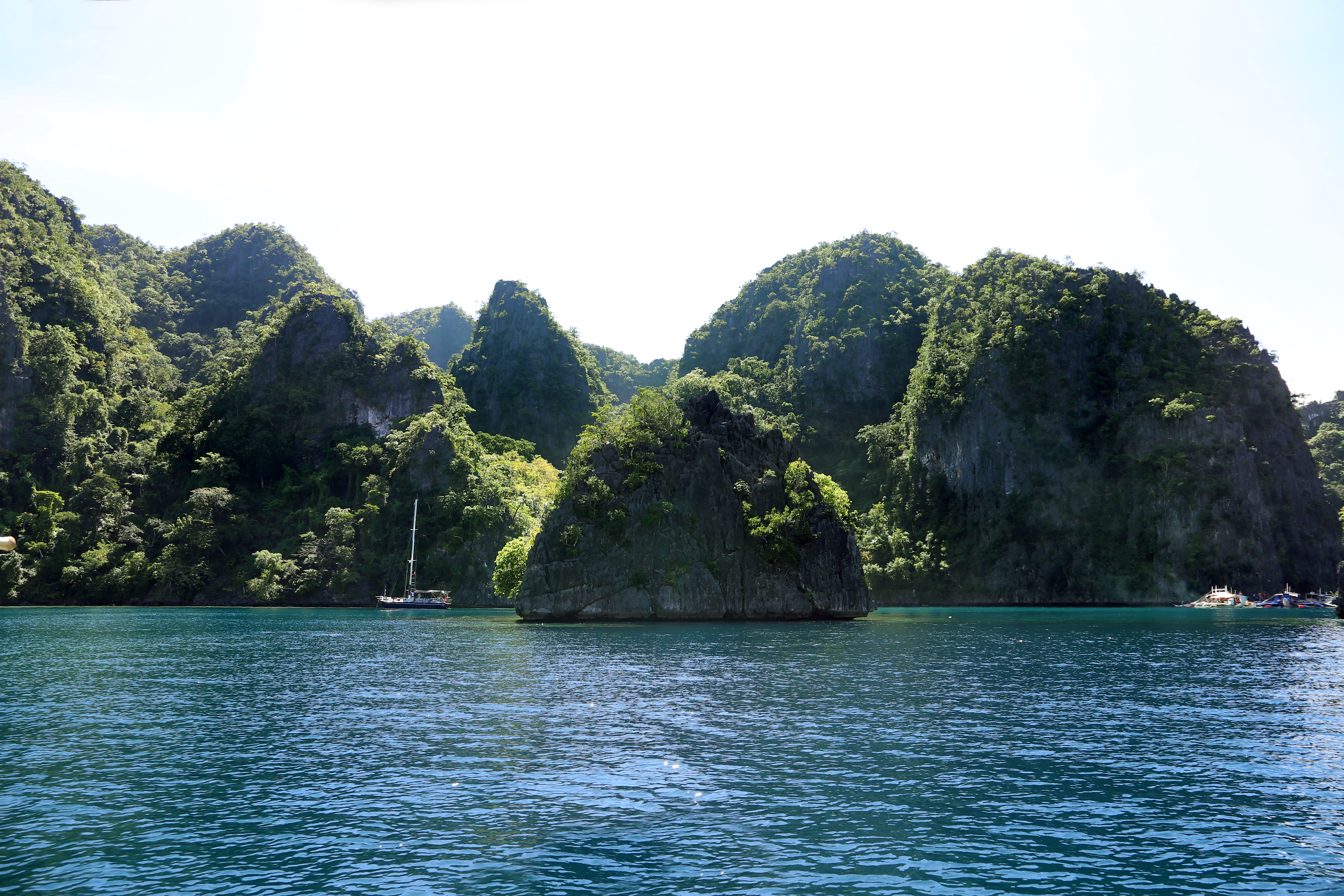
Formacions rocoses de l'illa Coron
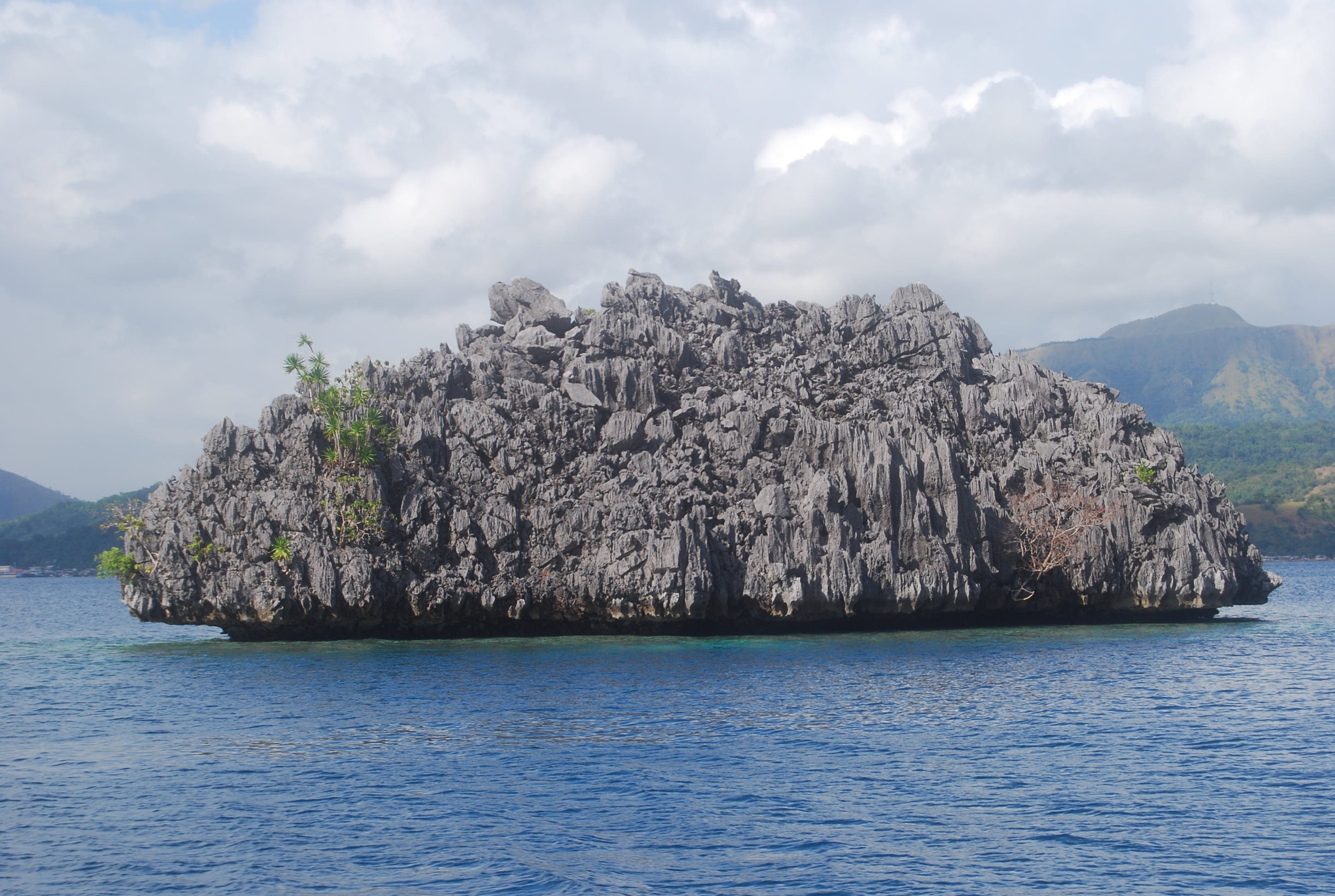
Un illot de pedra a l'illa Coron
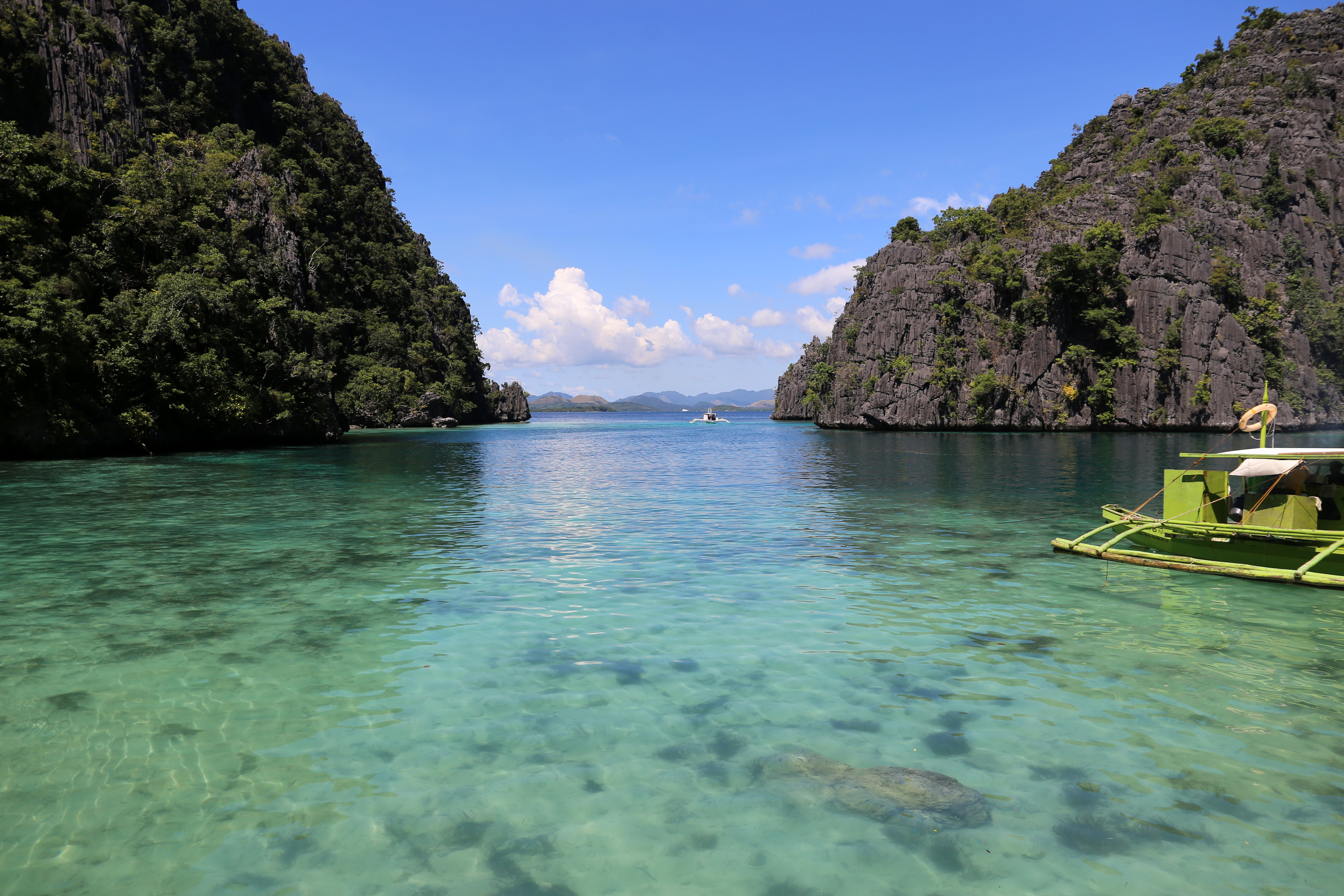
La badia prop del llac Kayangan
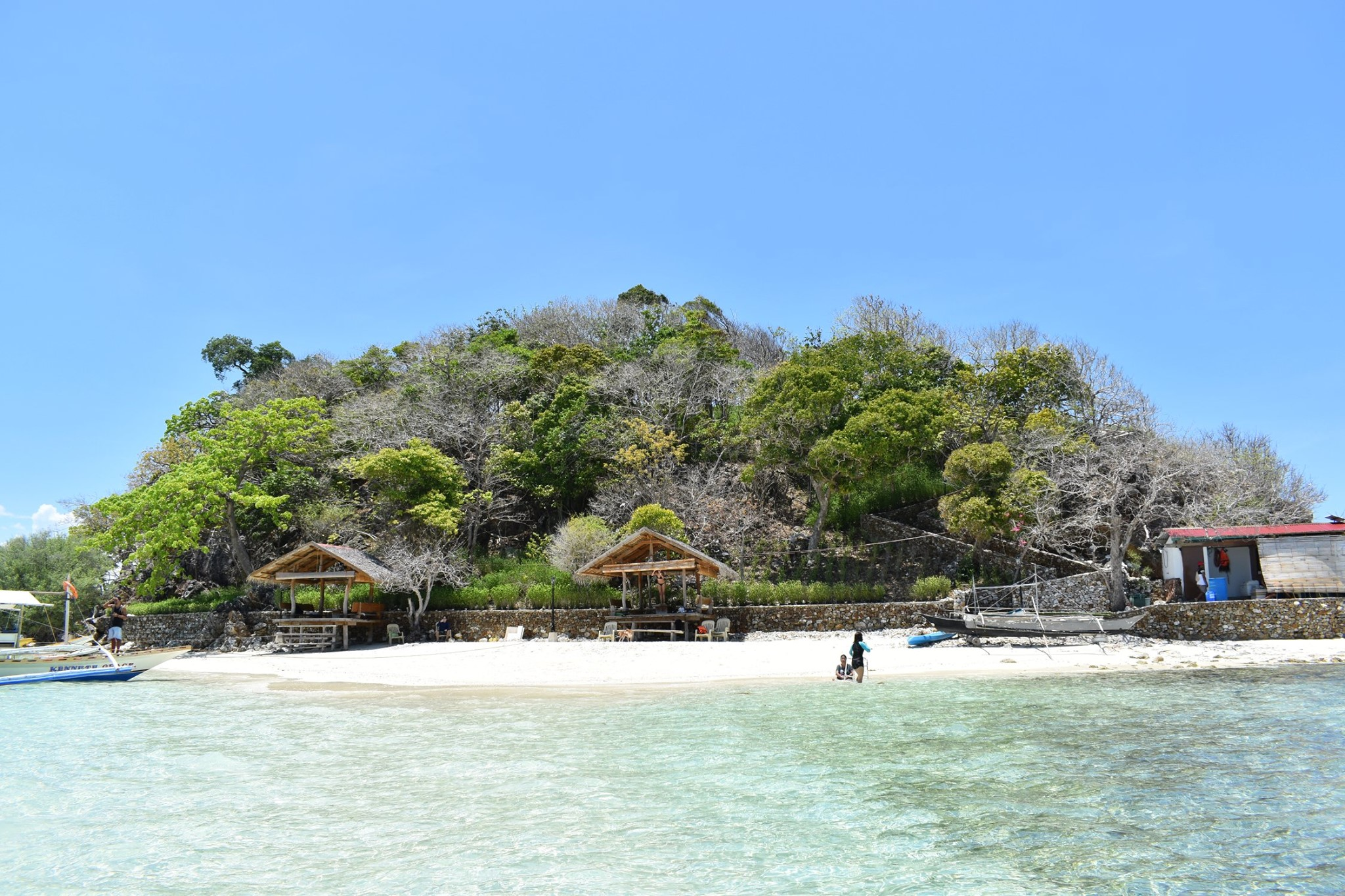
Illa Waling-Waling